# Lipovica (Vlasotince)
Lipovica (Vlasotince) (em cirílico: Липовица) é uma vila da Sérvia localizada no município de Vlasotince, pertencente ao distrito de Jablanica, na região de Vlasina. A sua população era de 313 habitantes segundo o censo de 2011.

## Demografia
| 1948  | 1953  | 1961  | 1971 | 1981 | 1991 | 2002 | 2011 |
| ----- | ----- | ----- | ---- | ---- | ---- | ---- | ---- |
| 1 059 | 1 163 | 1 096 | 949  | 790  | 634  | 454  | 313  |